# 大尉の娘 (戯曲)
『大尉の娘』（たいいのむすめ）は、中内蝶二による日本の戯曲、または同作を原作とした1917年（大正6年）製作・公開、井上正夫監督による日本のサイレント映画、および1924年（大正13年）製作・公開の野村芳亭監督、1927年（昭和2年）製作・公開の井上金太郎監督、1929年（昭和4年）製作・公開の落合浪雄監督、1936年（昭和11年）製作・公開の野淵昶監督による日本のリメイク映画である。
戯曲の初演は1922年（大正11年）、東京・明治座での公演であった。翌1923年（大正12年）、初代水谷八重子が初演して以来、水谷の露子役は当たり役となり、本作は「八重子十種」の演目のひとつに数えられる。

## 略歴・概要
ドイツ映画『憲兵モエビウス』を元に、中内蝶二が戯曲化。初演の時期は不明である。
井上正夫一座による1922年（大正11年）6月、明治座での初演は、井上正夫の元大尉、女形の花柳章太郎の露子で好評を得た。初代水谷八重子は翌年には浅草の御国座で初演しており、父親役は井上正夫であった。
1917年（大正6年）には、小林喜三郎の小林商会が映画化している。その後、リメイクが重ねられたが、1929年（昭和4年）の映画化の際に、映画において初めて八重子自身が露子を演じた。1936年（昭和11年）の映画化の際には、八重子の初演時の父親役であった井上正夫が登板している。
映画『大尉の娘』は、最後の映画化である新興キネマ版のみ、東京国立近代美術館フィルムセンターに所蔵。近年も上映されている。ただし、同センターホームページの検索ではヒットしない。それ以外のバージョンは散逸したと思われる。

## ストーリー
大正時代中期の長野県、木曾に近く奥深い村の教師・森田慎蔵は、退役軍人である。その娘・露子は、その村の村長の甥・六松と恋愛関係にあったが結婚することができなかった。ふたりの間には子どもが生まれ、子は里子に出し、露子は東京に出ていた。
奉公先から里帰りしていた露子は、偶然、六松の結婚を知る。その婚礼の夜、露子は嫉妬のあまりに放火、花嫁は焼死する。六松の婚礼に参加していた慎蔵は、火事の現場に露子の草鞋を発見してしまう。露子が犯人であると悟った慎蔵は、娘の露子に死を諭す。ついに覚悟した露子を慎蔵は絞殺し、自らも自害する。

## 映画

### 1917年版
『大尉の娘』（たいいのむすめ）は、1917年（大正6年）製作・公開、小林商会製作・配給による日本のサイレント映画である。女形の木下吉之助が露子を演じた。

#### スタッフ・作品データ
- 監督 : 井上正夫
- 脚本 : 篠山吟葉
- 原作 : 中内蝶二
- 撮影 : 長井信一
- 製作 : 小林商会
- 上映時間（巻数） : 4巻
- フォーマット : 白黒映画 - スタンダードサイズ（1.33:1） - サイレント映画
- 初回興行 : 浅草・三友館

#### キャスト
- 井上正夫 - 老大尉
- 木下吉之助 - 老大尉の娘・喜代野
- 藤野秀夫 - 村長の息子・松之助
- 松永猛 - 老校長

### 1924年版
『大尉の娘』（たいいのむすめ）は、1924年（大正13年）製作・公開、松竹蒲田撮影所製作、松竹キネマ配給による日本のサイレント映画である。柳さく子が露子を演じた。

#### スタッフ・作品データ
- 監督 : 野村芳亭
- 脚本 : 武田晃
- 原作 : 中内蝶二 - 舞台劇『大尉の娘』より
- 撮影 : 小田浜太郎
- 製作 : 松竹蒲田撮影所
- 上映時間（巻数） : 7巻
- フォーマット : 白黒映画 - スタンダードサイズ（1.33:1） - サイレント映画
- 初回興行 : 浅草・帝国館

#### キャスト
- 藤野秀夫
- 柳さく子
- 奈良真養
- 藤間林太郎
- 東栄子
- 岡田宗太郎

### 1927年版
『大尉の娘』（たいいのむすめ）は、1927年（昭和2年）製作・公開、マキノ・プロダクション製作・配給による日本のサイレント映画である。マキノ輝子が露子を演じた。

#### スタッフ・作品データ
- 監督 : 井上金太郎
- 脚色 : 秋篠珊次郎
- 原作 : 中内蝶二
- 撮影 : 松浦しげる
- 製作 : マキノ・プロダクション御室撮影所
- 上映時間（巻数） : 6巻
- フォーマット : 白黒映画 - スタンダードサイズ（1.33:1） - サイレント映画
- 初回興行 : 浅草・千代田館

#### キャスト
- 関根達発 - 森田慎蔵
- マキノ輝子 - 娘露子
- 都賀清司 - 校長
- 荒木忍 - その弟平山
- 柳妻麗三郎 - 隣の男
- 相生松子 - その女房
- 津村博 - 村長の伜新太郎
- 金谷種子 - その嫁

### 1929年版
『大尉の娘』（たいいのむすめ）は、1929年（昭和4年）製作・公開、発声映画社製作・配給による日本のトーキーの劇映画である。水谷八重子が露子を演じた。

#### スタッフ・作品データ
- 監督・脚色 : 落合浪雄
- 原作 : 中内諜二
- 撮影・技術監督 : 峰尾芳男
- 音響効果 : 成生利男
- 製作 : 発声映画社大森撮影所
- 上映時間 （巻数） : 不明
- フォーマット : 白黒映画 - スタンダード・サイズ（1.37:1） - モノラル録音
- 初回興行 : 浅草・日本館 / 神田・麻布 日活館

#### キャスト
- 加藤精一 - 森田慎蔵（退役陸軍大尉）
- 水谷八重子 - 娘露子
- 田辺若男 - 川本久五郎（村長の兄）
- 根本淳 - 斉藤嘉平（助役）
- 宮島啓夫 - 百姓乙吉
- 市川啓夫 - 川本六松（村長の伜）
- 西条静子 - その花嫁春子

### 1936年版
『大尉の娘』（たいいのむすめ）は、1936年（昭和11年）製作・公開、松竹興行現代劇部・芸術座・新興キネマ東京撮影所製作、松竹配給による日本のトーキーの劇映画である。水谷八重子が露子を演じた。

#### スタッフ・作品データ
- 監督 : 野淵昶
- 助監督 : 白石精二、落合吉人、加戸敏、鈴木千恵
- 原作 : 中内蝶二
- 劇化 : 落合浪雄
- 脚色 : 森田信義
- 撮影 : 青島順一郎
- 照明 : 門田昌夫、吉田茂
- 撮影助手 : 山上潔、中川浩一
- 作曲・指揮 : 深井史郎
- 演奏 : 新興キネマ管弦楽団
- 楽長 : 遠藤三郎
- 合唱 : ポリドール・リズム・ボーイズ
- 主題歌 : 
  - 『大尉の娘』（作詞 : 藤田まさと、作曲 : 阿部武雄、独唱 : 東海林太郎）
  - 『愛の鞭』（作詞 : 藤田まさと、作曲 : ポリドール文芸部、独唱 : 月村光子）
- 舞台設計 : 水谷浩
- 舞台装置 : 関斧太郎、中野正延、岩瀬菊松
- 舞台装飾 : 大林喜万太、清水竹次郎
- 録音 : 野村穣
- 録音助手 : 清水三平、安藤彰、池田実、高松良昭
- モニター : 高松良昭
- 音響処理 : 森布沙路、香川昌平
- 衣裳 : 内田良太郎
- 結髪 : 新興キネマ結髪部
- 扮装用化粧調整 : ウテナ本舗久保政吉商店
- 字幕 : 奥野坦
- 字幕撮影 : 大久保辰
- 現像 : 林竜次、市川光
- 製作 : 松竹興行現代劇部・芸術座・新興キネマ東京撮影所
- 上映時間 （巻数 / メートル） : 9巻 / 2,086メートル
- フォーマット : 白黒映画 - スタンダード・サイズ（1.37:1） - モノラル録音
- 初回興行 : 浅草・電気館 / 新宿・大東京

#### キャスト
- 井上正夫 - 退役陸軍大尉森田慎造
- 水谷八重子 - その娘お露
- 清水将夫 - 吉兵衛の息子松雄
- 浦辺粂子 - 吉兵衛の妻お豊
- 三桝豊 - 村長川本吉兵衛
- 宮島啓夫 - 県会議員田中伊兵衛
- 田中筆子 - 村の娘お滝
- 吉田豊作 - 文十
- 山田巳之助 - 乙吉
- 田中早穂 - 村の男
- 西尾克彦 - 村の男
- 浅川重夫 - 村の男
- 志水辰三郎 - 村の男
- 錦町慶二 - 村の男
- 米津左喜子 - 里親お広

- 小宮一晃 - 松雄の叔父
- 南部章三 - 白石家の主人
- 歌川八重子 - 白石家夫人
- 大井正夫 - 床屋の主人
- 野辺かほる - 床屋の女房
- 鈴木光枝 - 村娘お紺
- 金沢コンチャン - お広の息子
- 高橋潤 - 医者
- 川島康夫 - 婚礼の客
- 友成若波 - 婚礼の客
- 榛名洋 - 婚礼の客
- 勝本圭一 - 婚礼の客
- 成島成夫 - 婚礼の客
- 辻復二 - 婚礼の客

- 福地初雄 - 婚礼の客
- 今井録郎 - 常吉
- 此村咲子 - 村の娘お咲
- 川瀬静子 - 村の娘お静
- 谷照子 - 村の娘
- 山路晴子 - 村の娘
- 堺寿美子 - 村の娘
- 若水公子 - 村の娘
- 速水稔 - 仲人
- 池田園子 - 仲人
- 上田寛 - 茂作
- 松平竜子 - 白石家の客
- 高倉恵美子 - 白石家の客
- 御影公子 - 松雄の花嫁鈴子

## 註
1. 1 2 3  大尉の娘、劇団新派、2009年12月1日閲覧。
2. ↑  所蔵映画フィルム検索システム、東京国立近代美術館フィルムセンター、2009年12月1日閲覧。